# Tricellaria peachii
Tricellaria peachii är en mossdjursart som först beskrevs av Busk 1851.  Tricellaria peachii ingår i släktet Tricellaria och familjen Candidae. Arten är reproducerande i Sverige. Inga underarter finns listade i Catalogue of Life.